# Giovanni Maria Della Torre
Giovanni Maria Della Torre (Roma, 16 giugno 1710 – Napoli, 7 marzo 1782) è stato uno scienziato, fisico e naturalista italiano.

## Biografia
Appartenente a una nobile famiglia ligure proveniente da Genova, nasce a Roma e qui frequenta il collegio Nazareno, dove viene influenzato nella crescita scientifica dagli insegnamenti di Domenico Chelucci.
Docente di Filosofia e Matematica in diverse città italiane, soprattutto Venezia. È stato bibliotecario del re di Sicilia.
Membro di numerose sociétés savantes, fu autore di un corso di Fisica in latino e in italiano. Nel 1755 compose un libro sul Vesuvio. Apportò inoltre dei miglioramenti ai microscopi della sua epoca.

## Opere
- Scienza della natura, vol. 1, Napoli, Raffaele Gessari, 1748.
- Scienza della natura, vol. 2, Napoli, Raffaele Gessari, 1749.
- Storia e fenomeni del Vesuvio, Napoli, Giuseppe Raimondi, 1755.
- (LA) Elementa physicae, vol. 3, Napoli, Donato Campo, 1767.
- (LA) Elementa physicae, vol. 5, Napoli, Donato Campo, 1767.
- (LA) Elementa physicae, vol. 7, Napoli, Donato Campo, 1768.
- (LA) Elementa physicae, vol. 8, Napoli, Donato Campo, 1769.
- (LA) Elementa physicae, vol. 9, Napoli, Donato Campo, 1769.